# Marissa Lenti
Marissa Lenti (nacida el 18 de septiembre de 1992) es una persona profesional de la actuación de voz, dirección de ADR y guionista estadounidense. Algunos de los papeles notables de Lenti incluyen a las voces en inglés de Yuna en Kuma Kuma Kuma Bear, Shoko Majima en Kokkoku, Chiaki Hoshinomori en Gamers! y  Alicia Florence en Aria the Animation, así como Nita en Brawl Stars, Financier Cookie en Cookie Run: Kingdom y Gangle en The Amazing Digital Circus.

## Biografía
Lenti comenzó a actuar en teatro a los 8 años y empezó a aceptar papeles frente a la cámara alrededor de los 12 años. Lenti pasó a acumular más de una década de experiencia como costurera y en un momento dado fue dueña de un negocio de confección de disfraces y muñecas. Mientras estudiaba Diseño de Vestuario en la universidad, decidió dedicarse a la actuación de voz. Para lograr este objetivo, utilizó fondos ahorrados en el negocio para mudarse de Boston a Texas.
Mientras estaba en Dallas, Lenti asistió a Haberkon, una pequeña convención organizada por su compañero actor de voz Todd Haberkorn, y conoció a Tyler Walker, un director de ADR en Funimation. Walker eligió a Lenti para el doblaje en inglés de Tokyo ESP y más tarde para el primer personaje nombrado de Lenti, Libra en Fairy Tail. Su primer personaje principal fue Chiaki Hoshinomori en Gamers!.
Lenti se unió a Sound Cadence Studios en mayo de 2016 como director de ADR, escritor y asistente de producción. Mientras estuvo en Sound Cadence, dirigió varias series, incluidas Kemono Friends y Kageki Shoujo!! y Arte.

## Vida personal
Lenti se identifica como agénero y asexual y usa los pronombres en inglés she/they. Es de ascendencia italiana, irlandesa y de Oriente Medio y Norte de África.

## Filmografía

### Doblaje en anime
| Año  | Título                                                   | Papel                                                       | Notas                                          | Fuente       |
| ---- | -------------------------------------------------------- | ----------------------------------------------------------- | ---------------------------------------------- | ------------ |
| 2015 | Fairy Tail                                               | Libra                                                       | Reemplaza a Krishna Smitha, episodio 204+      | [ 8 ]        |
| 2015 | One Piece                                                | Sadie                                                       |                                                | [ 9 ]        |
| 2015 | Shingeki! Kyojin Chūgakkō                                | Ilse Langnar                                                |                                                | [ 10 ]       |
| 2016 | Kōkaku no Pandora                                        | Enfermera Samantha                                          |                                                | [ 11 ]       |
| 2016 | Nanbaka                                                  | Momoko Hyakushiki                                           |                                                | [ 12 ]       |
| 2016 | Keijo!!!!!!!!                                            | Atsuko Yoshida                                              |                                                | [ 12 ]       |
| 2016 | ReLIFE                                                   | Sumire Inukai                                               |                                                | [ 13 ]       |
| 2016 | Rio: Rainbow Gate!                                       | Cartia Goldschmidt                                          |                                                | [ 14 ]       |
| 2017 | Trickster                                                | Fumiyo                                                      |                                                | [ 15 ]       |
| 2017 | The Silver Guardian                                      | Nishikaze                                                   |                                                | [ 16 ]       |
| 2017 | Isekai wa Smartphone to Tomo ni                          | Kohaku                                                      |                                                | [ 17 ]       |
| 2017 | Gamers!                                                  | Chiaki Hoshinomori                                          | Primer protagonista                            | [ 17 ] [ 2 ] |
| 2017 | Dragon Ball Super                                        | Cocotte                                                     |                                                |              |
| 2017 | Kemono Friends                                           | Lobo Gris                                                   | Director de ADR, Guionista de ADR              | [ 18 ]       |
| 2018 | Isekai Maou to Shoukan Shoujo no Dorei Majutsu           | Celestine Baudelaire                                        |                                                | [ 19 ]       |
| 2018 | Chio's School Road                                       | Madoka                                                      |                                                | [ 19 ]       |
| 2018 | Ao no Kanata no Four Rhythm                              | Botan                                                       |                                                | [ 20 ]       |
| 2018 | Hells                                                    | Wolfie                                                      |                                                | [ 21 ]       |
| 2018 | Aria the Animation                                       | Alicia Florence                                             |                                                | [ 22 ]       |
| 2018 | Yagate Kimi ni Naru                                      | Rei                                                         | Guionista de ADR                               | [ 23 ]       |
| 2019 | Dragon Ball Super                                        | Cocotte                                                     |                                                |              |
| 2019 | Kokkoku                                                  | Shoko Majima                                                |                                                | [ 24 ]       |
| 2019 | B't X                                                    | B't Shadow X, Madre de Teppei                               |                                                | [ 25 ]       |
| 2019 | YU-NO: A girl who chants love at the bound of this world | Keiko Arima                                                 |                                                |              |
| 2019 | Nichijō                                                  | Mamá de Yuuko                                               |                                                | [ 26 ]       |
| 2019 | Cutie Honey Universe                                     | Genet/Sister Jill                                           |                                                | [ 27 ]       |
| 2019 | The Ones Within                                          | Yuzu Roromori                                               |                                                | [ 28 ]       |
| 2019 | Kono Yūsha ga Ore TUEEE Kuse ni Shinchō Sugiru           | Aria                                                        |                                                | [ 29 ] [ 2 ] |
| 2019 | Actors: Songs Connection                                 | Black Cat                                                   | Asistente de director de ADR, Guionista de ADR | [ 30 ]       |
| 2019 | No Guns Life                                             | Olivier Vandeberme                                          |                                                | [ 2 ]        |
| 2019 | Azur Lane                                                | Z1, Atago                                                   |                                                | [ 31 ]       |
| 2019 | Black Clover                                             | Risakka Ondell                                              |                                                | [ 32 ]       |
| 2020 | To Love-Ru                                               | Mikado, Marron                                              |                                                | [ 33 ]       |
| 2020 | Jibaku Shōnen Hanako-kun                                 | Sirena                                                      |                                                | [ 2 ]        |
| 2020 | Dokyū Hentai HxEros                                      | Kiseichuu X, Haruka, Mogana Iwazu, Minyarin                 |                                                | [ 34 ]       |
| 2020 | Assault Lily Bouquet                                     | Soraha Amano                                                |                                                |              |
| 2020 | Kami-tachi ni Hirowareta Otoko                           | Lulutia                                                     |                                                | [ 35 ]       |
| 2020 | Gleipnir                                                 | Mamá de Nana                                                |                                                |              |
| 2020 | Arte                                                     | Darcia                                                      | Director de ADR                                | [ 36 ]       |
| 2020 | Thermae Romae                                            | Narrador                                                    | Serie de 2012                                  | [ 37 ]       |
| 2021 | Shingeki no Kyojin                                       | Esposa de Willy Tybur                                       |                                                |              |
| 2021 | Kuma Kuma Kuma Bear                                      | Yuna                                                        | Protagonista                                   | [ 38 ]       |
| 2021 | Hori-san to Miyamura-kun                                 | Yuriko Hori                                                 |                                                |              |
| 2021 | Adachi to Shimamura                                      |                                                             | Director de ADR                                | [ 39 ]       |
| 2021 | Log Horizon: Destruction of the Round Table              | Intix                                                       | Temporada 3, reemplaza a Kaytha Coker          |              |
| 2021 | Shachō, Battle no Jikan Desu!                            | Ruck                                                        |                                                | [ 40 ]       |
| 2021 | Maōjō de Oyasumi                                         | Teddy Demons, Stamp Cat                                     |                                                |              |
| 2021 | Kyojinzoku no Hanayome                                   | Madre de Baro                                               |                                                | [ 41 ]       |
| 2021 | Kageki Shoujo!!                                          | Staff, Chico en clase de Ai, Trabajador de puesto de comida | Director de ADR                                | [ 42 ]       |
| 2021 | Pokémon Evolutions                                       | Malva                                                       | Episodio 3                                     |              |
| 2021 | Mieruko-chan                                             | Nyansuke, Kido                                              | Asistente de director de ADR                   | [ 43 ]       |
| 2022 | Kakegurui ××                                             | Miroslava Honebami                                          | Doblaje de Sentai Filmworks                    | [ 44 ]       |
| 2022 | Tribe Nine                                               |                                                             | Director de ADR                                |              |
| 2022 | Girls' Frontline                                         | Persica                                                     |                                                |              |
| 2022 | A Couple of Cuckoos                                      | Namie Umino                                                 | Asistente de director de ADR                   | [ 45 ]       |
| 2023 | Kono Subarashii Sekai ni Bakuen o!                       | Arue                                                        |                                                | [ 46 ]       |
| 2023 | Pluto                                                    | Mine                                                        |                                                | [ 47 ]       |

### Animación
| Año                      | Título                     | Papel                                      | Notas | Fuente |
| ------------------------ | -------------------------- | ------------------------------------------ | ----- | ------ |
| 2016-2017; 2019-presente | RWBY                       | Joanna Greenleaf, Tía de Oscar, Medium Boy |       |        |
| 2023-presente            | The Amazing Digital Circus | Gangle, Martha Mildenhall                  |       |        |

### Doblaje en películas
| Año  | Título                              | Papel        | Notas            | Fuente |
| ---- | ----------------------------------- | ------------ | ---------------- | ------ |
| 2020 | Galaxy Express 999: Eternal Fantasy | Mii-kun      |                  |        |
| 2020 | City Hunter: Shinjuku Private Eyes  | Saeko Nogami | Guionista de ADR | [ 48 ] |
| 2021 | KonoSuba!: Legend of Crimson        | Arue         |                  |        |

### Videojuegos
| Año  | Título                                | Papel | Notas        | Fuente |
| ---- | ------------------------------------- | --- | ------------ | ------ |
| 2014 | My Little Pony: Twilight's Kingdom    | Princesa Celestia, Princesa Cadance                                                                      |              |        |
| 2015 | Transformers Rescue Bots: Dino Island | Frankie Greene, Profesora Anna Baranova                                                                  |              |        |
| 2015 | Heroes of Newerth                     | Snow Queen Shiva, Hexa Silohuette, MadCat Madman, Mermaid Torturer, Big Top Benzi, Azure Dragon Sapphire |              |        |
| 2016 | 3on3 Freestyle                        | Ginger                                                                                                   |              |        |
| 2016 | Until I Have You                      | Presentador de noticias                                                                                  |              | [ 49 ] |
| 2016 | Anima: Gate of Memories               | Elienai Griomorie                                                                                        |              |        |
| 2017 | Boom Beach                            | Cryoneer, Sgt. Brick                                                                                     |              | [ 50 ] |
| 2017 | Regalia: Of Men and Monarchs          | Henrietta                                                                                                |              |        |
| 2017 | A Hat in Time                         | Espiritus de fuego                                                                                       |              |        |
| 2017 | Torment: Tides of Numenera            | Matkina                                                                                                  |              |        |
| 2017 | Brawl Stars                           | Nita |              | [ 51 ] |
| 2019 | My Time at Portia                     | Mali |              |        |
| 2019 | Winds of Change                       | Nada |              |        |
| 2019 | Borderlands 3                         | Moze | Protagonista |        |
| 2021 | Cookie Run: Kingdom                   | Financier Cookie                                                                                         |              |        |
| 2021 | Cris Tales                            | Sophia                                                                                                   |              |        |
| 2021 | Class of '09                          | Mamá |              | [ 52 ] |
| 2022 | Freedom Planet 2                      | Maria Notte                                                                                              |              |        |
| 2022 | Path to Nowhere                       | Oak Casket, Dudu                                                                                         |              | [ 53 ] |
| 2023 | Goddess of Victory: Nikke             | Nihilister, Liberalio                                                                                    |              | [ 54 ] |
| TBA  | Yandere Simulator                     | Genka Kunahito                                                                                           |              | [ 55 ] |